# Tamlaght Dolmen

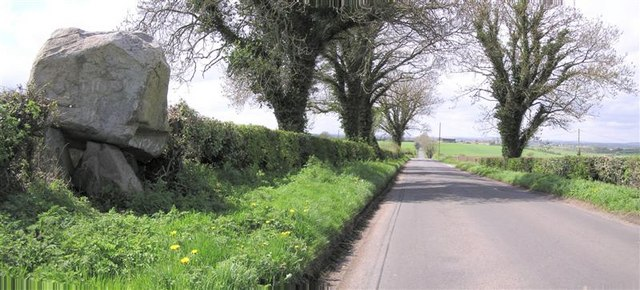
Tamlaght Dolmen

Der Tamlaght Dolmen, auch als Tamlaght Stone, Coagh Dolmen oder Portal Tomb von Cloghtogle (irisch Cloch thógála – deutsch „angehobener Stein“) bekannt, liegt nördlich der Littlebridge Road, westlich des Flusses Ballinderry und etwa 700 m nordwestlich der Stadt Coagh im Townland Tamlaght (irisch Tamhlacht) das zur Hälfte im County Londonderry und zur Hälfte im County Tyrone in Nordirland liegt. Der Dolmen befindet sich in einer Hecke an der Südseite einer kleinen Straße, ist mit Büschen und Efeu überwachsen und wird auf OS-Karten als Chambered Grave oder Cloghtogle bezeichnet. 
Als Portal Tombs werden auf den Britischen Inseln Megalithanlagen bezeichnet, bei denen zwei gleich hohe, aufrecht stehende Steine mit einem Türstein dazwischen, die Vorderseite einer Kammer bilden, die mit einem zum Teil gewaltigen Deckstein bedeckt ist.
Das Portal Tomb besteht aus einem massiven runden Deckstein, der auf vier Tragsteinen ruht, und anderen Steinen an den Außenseiten. Der West-Ost orientierte außerordentlich hohe Deckstein ist 1,6 m hoch, 2,8 m lang und 2,3 m breit. Die Tragsteine sind 1,15 m, 1,05 m, 0,95 m und 0,8 m hoch.